# Julstuga
Julstuga var en förr i tiden mycket vanlig samlingsplats för allmogens julnöjen. Där tillbringades tiden med dans, sång, mimiska upptåg och skämtvisor, diktade över något känt ämne av allmänt intresse, ofta också över någon närvarande person.
Genom Ludvig Holbergs komedi Julestuen (1724) får man en inblick i de upptåg som förekom vid sådana tillfällen. På grund av upprepade oordningar förbjöds senare julstugorna på många ställen. I Danmark förbjöds de redan 1735 genom en av Kristian VI utfärdad förordning.